# Kurt Betschart
Kurt Betschart (født 25. august 1968 i Erstfeld) er en forhenværende cykelrytter fra Schweiz. 
Hans foretrukne disciplin var banecykling, hvor seksdagesløb var hans speciale. Med 37 sejre har han sammen med makker Bruno Risi verdensrekorden for flest vundne løb, heriblandt to ved Københavns seksdagesløb.
Betschart deltog ved Sommer-OL 2000 i Sydney.
Han indstillede karriere i juli 2006.